# Copperas Cove (Teksas)
Copperas Cove je grad u američkoj saveznoj državi Teksas. Prema popisu stanovništva iz 2010. u njemu je živjelo 32.032 stanovnika.